# Scoop Posewitz
Joseph Charles Posewitz, detto Scoop (Sheboygan, 12 settembre 1908 – Sheboygan, 25 settembre 1993), è stato un cestista statunitense, professionista nella NBL.
Era il fratello di Johnny Posewitz.

## Carriera
Giocò per due stagioni nella NBL, disputando complessivamente 27 partite con 1,7 punti di media.